# Pêche à La Réunion

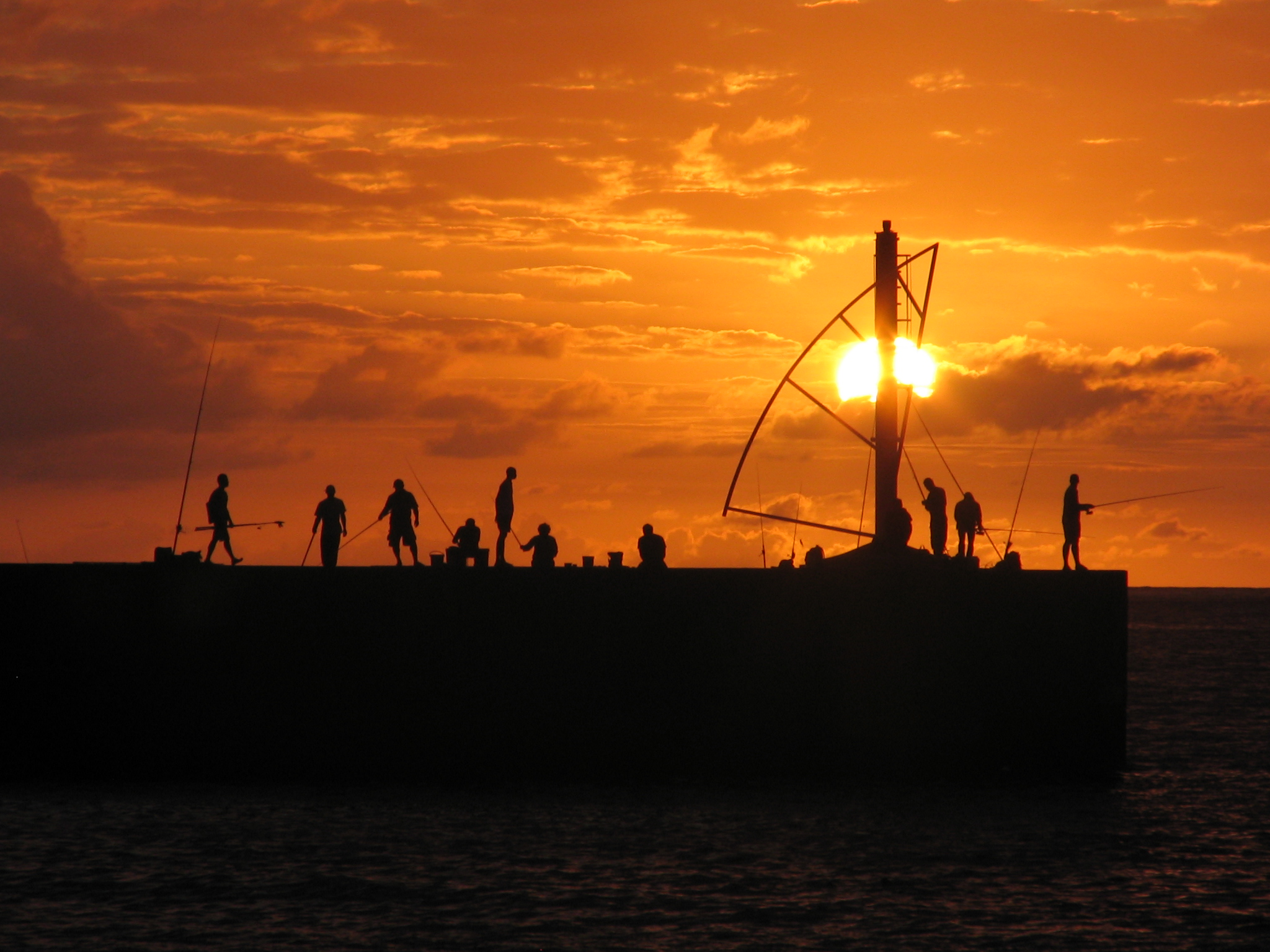
Des pêcheurs sur la jetée du port de Saint-Gilles se détachant à contre-jour sur un soleil couchant.

La pêche est une activité économique en pleine expansion sur l'île de La Réunion. 8 104 tonnes ont été pêchées en 2005.